# Lijst van afleveringen van Law & Order: Special Victims Unit (seizoen 20)
Dit artikel vat het twintigste seizoen van Law & Order: Special Victims Unit samen.

## Hoofdrollen
- Mariska Hargitay - inspecteur Olivia Benson
- Kelli Giddish - rechercheur Amanda Rollins
- Ice-T - rechercheur Fin (Odafin) Tutuola
- Peter Scanavino - rechercheur Dominick 'Sonny' Carisi jr.
- Philip Winchester - assistent-officier van justitie Peter Stone

## Terugkerende rollen
- Ryan Buggle - Noah Porter Benson
- Vivian Cabell / Charlotte Cabell - Jesse Rollins
- Sandrine Holt - psychologe Lisa Abernathy
- Ami Brabson - rechter Karyn Blake
- Lauren Noble - Carmen
- Mark Tallman - deputy chief Gavin Riley
- George Newbern - dr. Al Pollack
- Yvonna Kopacz-Wright - dr. Darby Wilder
- Carl Weathers - staatsadvocaat Mark Jefferies

## Afleveringen
| Aflevering | Titel               | Schrijver                           | Regie               | Uitzenddatum VS   | Selectie gastrollen |
| --- | ------------------- | ----------------------------------- | ------------------- | ----------------- | --- |
| 1. | Man Up              | Michael Chernuchin Julie Martin     | Alex Chapple        | 27 september 2018 | Kurt Fuller - Jed Karey Bryce Romero - Sam Conway Richard Meehan - Brian Conway Dylan Walsh - John Conway John Rothman - rechter Edward Kofax                                                          |
| Een vijftienjarige jongen gaat voor het eerst met zijn vader en broer jagen maar kan het niet over zijn hart verkrijgen een konijntje dood te schieten. Dit zal grote gevolgen hebben... Wanneer de jongen zich bedrinkt en volledig van de kaart blijkt wordt de politie ingeschakeld en worden aanwijzingen gevonden dat hij is verkracht. Al snel blijkt de dader zijn vader, maar het slachtoffer weigert uit angst tegen zijn vader te getuigen. De vader regeert met ijzeren vuist over zijn gezin. Ondertussen praat rechercheur Rollins het uit met haar ex-vriend, die haar bedrogen heeft met een prostituee. Zij neemt inspecteur Benson in vertrouwen over het feit dat zij weer zwanger is, en Benson maakt zich nu zorgen dat Rollins minder sterk is als hiervoor. |                     |                                     |                     |                   | |
| 2. | Man Down            | Michael Chernuchin Julie Martin     | Alex Chapple        | 27 september 2018 | Kurt Fuller - Jed Karey Bryce Romero - Sam Conway Richard Meehan - Brian Conway Dylan Walsh - John Conway                                                                                              |
| De zaak van de verkrachting van de vijftienjarige jongen gaat verder met de rechtszaak tegen diens vader, die door de jury wordt vrijgesproken. Hierdoor draait het slachtoffer door en veroorzaakt met zijn vaders wapens een schietpartij wat resulteert in 2 doden en diverse gewonden. Dit zorgt ervoor dat het SVU-team gedwongen wordt om het slachtoffer aan te klagen, en op aandringen van de vader bekent de jongen de moord en krijgt levenslang opgelegd. Het team is ontzet want de ware aanstichter loopt nog vrij rond en bovendien is er nog een zoon die wellicht eveneens een tikkende tijdbom is. De vader wordt nogmaals gearresteerd op beschuldiging dat hij schuldig is aan de doodslag omdat hij zijn plicht als opvoeder heeft verzaakt en de jongen geestelijk getraumatiseerd. De jongen getuigt nu wel en bekent dat de vader zijn gezin met terreur beheerste en eiste dat zijn jongens zich als mannen gedroegen, oftewel nooit huilen, stoer zijn, jagen, vechten. De jongen was opzettelijk door de vader vernederd en verkracht omdat hij bij het jagen geen konijn kon doodschieten, ´als hij geen man kon zijn dan zou hij als een meisje behandeld worden.´ Dit dreef de jongen tot zijn daden, hij liet zien wel degelijk een man te zijn en wel degelijk te kunnen schieten, niet op konijnen maar op klasgenoten. De geschokte jury verklaart de vader schuldig en de moeder kijkt met haar overgebleven zoon toe hoe de vader wordt afgevoerd. |                     |                                     |                     |                   | |
| 3. | Zero Tolerance      | Céline C. Robinson Richard Sweren   | Michael Pressman    | 4 oktober 2018    | Scarlett Lopez - Gabriella Sosa Andy Powers - Jeff Phelps Jennifer Regan - Kim Caldwell Shane Patrick Kearns - Graham Winton -                                                                         |
| Een negenjarig meisje wordt bij de Mexicaanse grens van haar moeder weggenomen, loopt bij haar adoptieouders weg omdat ze haar moeder zo mist, en eindigt bij een kinderprostituee groep in New York. Deze zaak krijgt al snel de aandacht van het SVU-team die op onderzoek gaan. Benson en Stone raken dan in een verhitte strijd terecht tegen het rechtssysteem wanneer zij het kind willen herenigen met haar moeder. Ze worden gedwongen het kind aan de immigratieautoriteiten over te dragen, die het in een opvangcentrum plaatsen. Ondertussen besluit Rollins haar onstuimige relatie met Pollack weer een kans te geven. Assistent-OvJ Stone trekt aan wat touwtjes en weet te bereiken dat de procedure van de moeder versneld wordt afgehandeld en de moeder weer met haar dochter wordt herenigd. Ze halen het meisje uit het opvangcentrum op, en bij het weggaan werpt Benson een laatste blik naar binnen: honderden kinderen, als beesten in kooien, op matrassen. |                     |                                     |                     |                   | |
| 4. | Revenge             | Michael Chernuchin Lawrence Kaplow  | Martha Mitchell     | 11 oktober 2018   | Ethan Slater - Riley Porter Steven Maier - Tony Kelly Kennedy McMann - Carol Solomon Emma Fitzpatrick - Beth Palmer Sarah Rich - Anne Whitman                                                          |
| Wanneer een jong stel in hun appartement wordt overvallen en seksueel misbruikt door een gemaskeerde pizzabezorger, gaat het SVU-team op onderzoek uit. Zij beseffen al snel dat zij te maken hebben met een serieverkrachter wanneer een ander stel met dezelfde werkwijze ook wordt overvallen. Dan ontdekt het SVU-team een gecompliceerde en vreemde wraakpoging van een van de slachtoffers, en het verleden van de serieverkrachter waarin de reden licht verborgen dat het tot zijn daden aanzet. |                     |                                     |                     |                   | |
| 5. | Accredo             | Julie Martin Brianna Yellen         | Jean de Segonzac    | 18 oktober 2018   | Sarah Carter - Lilah Finch Sebastian Roché - Arlo Beck Lili Simmons - Gina Goodrich America Olivo - Claudia Bell Tara Westwood - Marina                                                                |
| Wanneer een vrouw, die deel uitmaakt van een beweging in welzijnswerk, met grof geweld wordt verkracht en vermoord gaat het SVU-team op onderzoek uit. Het SVU-team komt al snel uit bij een dader, het is de ex-man van het slachtoffer die een verleden heeft van mishandeling tegen zijn ex-vrouw. Dan wordt het SVU-team geattendeerd op de leider van de beweging in welzijnswerk, die niet zo charmant blijkt te zijn als hij zichzelf voordoet. Ondertussen verbergt Rollins voor de leiding haar zwangerschap om zo kantoorwerk te ontlopen, en Tutuola en Carisi vragen zich af wie de vader van de baby is. |                     |                                     |                     |                   | |
| 6. | Exile               | Michael Chernuchin Allison Intrieri | Stephanie Marquardt | 25 oktober 2018   | Aimée Spring Fortier - Grace Walker / Sophie Simmons Tim Bohn - Mark Simmons Teri Hansen - Patricia Simmons Jake Robinson - Silas Perry Mat Vairo - Drew Brogan                                        |
| Het SVU-team wordt voor onderzoek opgeroepen wanneer een jonge dakloze vrouw seksueel wordt mishandeld. Zij ontdekken al snel dat het slachtoffer een dubbelleven leidde, wat de zaak ingewikkeld maakt. Wanneer het slachtoffer vermist wordt moet het team niet alleen haar vinden, maar ook haar werkelijke identiteit vaststellen. Het team ontdekt dan dat iemand uit haar verleden de dader is, en dat het motief in een gebeurtenis van lang geleden ligt. Ze blijkt afkomstig van een universiteit, toen ze daar door een professor werd verkracht traumatiseerde ze zodanig dat ze wegliep en een nieuwe identiteit aannam. Het onderzoek raakt dan op een dood spoor, en dan maakt Benson een genereuze beslissing zodat het slachtoffer rustig kan herstellen van haar aanval. |                     |                                     |                     |                   | |
| 7. | Caretaker           | Jordan Barsky                       | Jono Oliver         | 1 november 2018   | Sasha Alexander - Anne Mill Gary Basaraba - Billy O'Boyle Aida Turturro - rechter Felicia Catano Scott Bryce - Bill Schwartz                                                                           |
| Wanneer een vader met zijn dochter op beestachtige wijze vermoord in hun woning worden gevonden, en de zoon verdwaasd onder het bloed over straat loopt en nadien in het ziekenhuis overlijdt, wordt het SVU-team voor onderzoek erbij geroepen. Het team gaat op onderzoek uit, terwijl zij hun emoties onder controle proberen te houden, en ontrafelen al snel een motief voor deze vreselijke moorden: de moeder, een succesvol advocate, had haar gezin vermoord omdat zij verwikkeld was in fraude en zij het niet kon aanzien dat ze hierdoor haar gezin de ondergang in zou jagen. Volgens haar konden ze beter dood zijn. Dit zorgt voor een enorme schok voor het team, en Benson krijgt dan al snel gemengde gevoelens over het motief voor deze misdaad, vooral als er aanwijzingen zijn dat ze het niet in een opwelling maar met voorbedachten rade had gedaan. |                     |                                     |                     |                   | |
| 8. | Hell's Kitchen      | Richard Sweren Ryan Causey          | Monica Raymund      | 8 november 2018   | Genevieve Angelson - Kayla Morgan Jacob Pitts - assistent-officier van justitie Hodges Amanda Warren - Regina Carter John Rothman - rechter Edward Kofax                                               |
| Wanneer een werkneemster van een trendy restaurant op een VIP-feest seksueel wordt aangevallen, wordt het SVU-team erbij geroepen. Eerst weigert het slachtoffer met de rechercheurs te praten en smeekt zij hen het te vergeten, omdat het haar haar goedbetaalde baan kan kosten. Later ontdekken zij dat er meerdere slachtoffers gemaakt zijn door de aanvaller: de kok en eigenaar van het restaurant. Ook blijkt dat hij al vanaf zijn middelbareschooltijd bezig is en meerdere slachtoffers heeft gemaakt. Die zaken blijkt de assistent-officier van justitie Hodges telkens geseponeerd te hebben, naar blijkt omdat hij een oude vriend van de eigenaar is en omdat hij zelf ook een en ander te verbergen heeft. Hodges laat zich overhalen een afluisterapparaatje te dragen en contact met zijn vriend te zoeken in hoop dat deze medewerking zijn baan kan redden, maar het gesprek incrimineert beiden zodanig dat beiden kunnen worden gearresteerd. De nieuwe assistent OvJ heropent bovendien alle door Hodges geseponeerde zaken. Ondertussen krijgt Benson steeds meer stress te verwerken, nu haar zoon vervelende karaktertrekjes begint te vertonen. |                     |                                     |                     |                   | |
| 9. | Mea Culpa           | Michael Chernuchin Julie Martin     | Mariska Hargitay    | 15 november       | Eddie Hargitay - Eddie Montero Tessa Albertson - Alicia Beck Kevin Kane - Gary Kent |
| Wanneer diverse vrouwen Peter Stone beschuldigen van seksueel wangedrag, wordt het SVU-team voor een moeilijke keuze gezet. Het SVU-team moet nu een zijde kiezen, geloven zij de vrouwen of blijven zij achter Stone staan. Stone blijft echter beweren dat hij onschuldig is, het gebeurde jaren geleden toen hij en een vriend samen met haar vreselijk dronken werden. Hij herinnert zich er niets van maar kan zich niet voorstellen dat hij de vrouw zou hebben verkracht, de vrouw werd naakt wakker in een kamer met Stone en beweert dat hij haar wel moet hebben verkracht Uiteindelijk blijkt de vriend van Stone de ware dader. Ondertussen maakt Pollack een aanbieding aan Rollins, wat haar gemengde gevoelens geeft. |                     |                                     |                     |                   | |
| 10. | Alta Kockers        | Michael Chernuchin                  | Alex Chapple        | 29 november 2018  | Judd Hirsch - Joseph Edelman Wallace Shawn - Benjamin Edelman Jayce Bartok - Walter Evans Michael Kostroff - Evan Braun David McElwee - Will Glover                                                    |
| Een auteur, en tevens transgender, schrijft een hartverscheurend boek over haar door seksueel misbruik getekende jeugd. Als ze wordt mishandeld en vermoord wordt het SVU-team op onderzoek gestuurd. De moord is al snel opgelost, maar hierdoor blijkt dat de transgender niet de echte schrijver van het boek was. De uitgever bekent een willekeurige transgender-prostituée van de straat te hebben geplukt omdat de echte auteur direct contact weigert. De politie traceert het spoor via royalty-betalingen naar twee bejaarde broers. Ben, de jongste broer, blijkt het boek stiekem te hebben geschreven, uit geldgebrek maar ook om de wereld te vertellen dat hij en zijn broer zelf in het verleden als kind seksueel misbruikt werden. Het onderzoek neemt dan een onverwachte wending als de moeder van de broers in de vriezer wordt gevonden en er aanwijzingen zijn dat ze vermoord is, waarschijnlijk een genadedoding omdat ze stervende was aan kanker. Tijdens de rechtszaak bekent de oudste broer Joseph de moord en krijgt direct een fatale hartaanval. Justitie laat hierop de zaak tegen de overlevende jongste broer Ben vallen. Deze zaak zorgt voor meer stress bij Benson en Rollins die beide moeder zijn, en speciaal voor Rollins die binnenkort moet bevallen. |                     |                                     |                     |                   | |
| 11. | Plastic             | Lawrence Kaplow Brianna Yellen      | Fred Berner         | 10 januari 2019   | Kevin O'Rourke - Hal Taylor Willa Fitzgerald - Ava Parcell Alyssa Sutherland - Sadie Parker Mark Feuerstein - dr. Heath Barron Caroline Lagerfelt - Tamara Kimbel                                      |
| Het SVU-team gaat op onderzoek uit wanneer een jonge vrouw gedrogeerd en verkracht wordt. Het slachtoffer beweert verkracht te zijn door een bekende plastisch chirurg voor de sterren en zijn vriendin. Het stel zegt dat de seks met toestemming was en blijkt regelmatig trio's te hebben. Andere slachtoffers weigeren echter te getuigen omdat ze een reputatie te verliezen hebben. Het wordt dan een moordzaak als er een vermoord lichaam wordt gevonden. De zaak neemt dan een bizarre wending wanneer de ware identiteit van de vriendin van de chirurg boven tafel komt: ze blijkt als jong meisje ontvoerd door hem toen hij nog medicijnen studeerde, gehersenspoeld, middels plastische chirurgie gemodificeerd, en voorzien van een nieuwe identiteit. Het lichaam was van een ander meisje dat hij had ontvoerd. De chirurg blijkt in zijn jeugd afgewezen door zijn jeugdliefde, en probeert deze leemte te vullen door telkens vrouwen en meisjes zijn bed in te lokken. De chirurg hangt nu een aanklacht jegens verkrachting en moord boven het hoofd, en zijn ex-vriendin wordt emotioneel met haar vader herenigd. |                     |                                     |                     |                   | |
| 12. | Dear Ben            | Julie Martin Matt Klypka            | Jean de Segonzac    | 17 januari 2019   | Jude Ciccolella - Edgar Noone Rebecca Creskoff - Claire Newbury Elizabeth Stahlmann - Amy Gardner Ned Eisenberg - Roger Kressler Michael Mastro - rechter M. Serani                                    |
| Een serieverkrachter uit het verleden, Infinity, slaat weer opnieuw toe, en het SVU-team gaat op onderzoek uit. Tijdens het onderzoek ontdekt Peter Stone dat zijn vader, Benjamin Stone, in het verleden ook met deze serieverkrachter te maken had. De dader blijkt een door Infinity geobsedeerde copycat maar dan wordt de journaliste die de dader interviewde verkracht door naar eigen zeggen de echte Infinity. Uiteindelijk komen ze uit bij een oudere man met een getraumatiseerde jeugd: zijn vader verkrachtte en mishandelde zijn moeder. Infinity blijkt zijn daden te hebben begaan om de aandacht van Ben Stone te trekken omdat hij in hem een vaderfiguur zag. En in zekere zin werkte het want door het extra werk dat Infinity Ben Stone bezorgde was deze er nooit voor de jonge Peter. Ondertussen heeft brigadier Benson nog steeds moeite met het slechte gedrag van Noah, en krijgt hierbij hulp van Stone. Uiteindelijk ontdekken zij de bron van het gedrag van Noah. |                     |                                     |                     |                   | |
| 13. | A Story of More Woe | Julie Martin Céline C. Robinson     | Ray McKinnon        | 31 januari 2019   | Alex Kramer - Greg Callahan Zoe Margaret Colletti - Britney Moore Talitha Eliana Bateman - Laura Moore Mark Tallman - Sam Williams Dov Tiefenbach - Fitz                                               |
| Wanneer een weduwnaar met twee dochters vermoord wordt gevonden gaat het SVU-team op onderzoek uit. De oudste 15-jarige dochter Britney beweert dat zij haar vader heeft vermoord, dit uit woede dat haar vader haar jongere 13-jarige zus Laura seksueel heeft misbruikt. Wanneer de voogdij van de zussen plotseling naar buurman Greg gaat en deze gesjoemeld heeft met de papieren wordt het SVU-team wantrouwig. Britney blijkt door Laura op instigatie van Greg te zijn gemanipuleerd; in werkelijkheid had buurman Greg een seksuele relatie met de 13-jarige Laura en wilde deze de vader uit de weg en de voogdij overnemen om haar voor zichzelf te hebben. Geconfronteerd met deze informatie vallen Britney de schellen van de ogen en ze stemt toe Greg in een restaurant te ontmoeten terwijl ze wordt afgeluisterd. In dit gesprek incrimineert Greg zichzelf inderdaad zodanig dat de politie hem kan oppakken, maar niet voordat Britney hem uit woede met een mes in de wang heeft gestoken. Ondertussen bevalt rechercheur Rollins van een meisje, en breekt haar relatie met Pollack nadat hij haar ten huwelijk vraagt. |                     |                                     |                     |                   | |
| 14. | Part 33             | Michael Chernuchin                  | Alex Chapple        | 7 februari 2019   | Paula Malcomson - Stella Russell Nicholas Turturro - rechercheur Frank Bucci Vincent Curatola - rechter Al Bertuccio Amy Rutberg - Annabeth Pearl Art McFarland - Charlie                              |
| Wanneer een vrouw haar man, een politieagent, doodschiet, start Stone een rechtszaak tegen haar. De vrouw beweert dat haar man haar geestelijk terroriseerde ondanks het feit dat hij haar nooit daadwerkelijk met zijn vuisten heeft mishandeld. Deze gecompliceerde zaak zorgt ervoor dat het SVU-team, dat moet getuigen, verdeeld wordt over wie de waarheid spreekt. Carisi getuigt tot grote woede van Stone in het voordeel van de gedachte, en Stone geeft Benson de schuld. Ondertussen krijgt brigadier Benson traumatische herinneringen over haar herinneringen met haar gebeurtenissen met William Lewis van enkele jaren geleden. Dan moet Benson zelf getuigen en daar getuigenis is beslissend: de vrouw had tegen haar verklaard blij te zijn dat haar man dood was, en deze getuigenis bezegelt haar lot: ze zal vrijwel zeker worden veroordeeld. |                     |                                     |                     |                   | |
| 15. | Brothel             | Julie Martin Ryan Causey            | Michael Pressman    | 14 februari 2019  | Jennifer Esposito - brigadier Phoebe Baker John Rothman - rechter Edward Kofax Jenna Stern - rechter Barth Rebecca Forsythe - Anne Kuzman Baylen Thomas - Collum O'Connor                              |
| Wanneer een prostituee dood in een steeg wordt gevonden, wordt het SVU-team erbij geroepen voor onderzoek. Zij moeten dan ontdekken of zij vermoord is, of dat zij zelfmoord heeft gepleegd door een overdosis drugs. Al snel blijkt dat ze in een peperduur bordeel werkte, maar de seksbende is de politie telkens een stap voor en men vermoedt dat er een mol is of dat iemand bij Justitie betrokken is. Een ander slachtoffer wordt aangetroffen en ze bekent dat de meisjes tegen hun wil werden vastgehouden, bedreigd en met drugs afhankelijk gehouden. Om deze zaak op te lossen gaat rechercheur Tutuola samenwerken met afdeling moordzaken, om zo te ontdekken wat er werkelijk met het slachtoffer gebeurd is. Uiteindelijk blijkt rechter Kofax het brein achter de bende te zijn en de meisjes (vaak opgepakt voor kleinere drugsmisdrijven) uit de reclassering naar de bende door te hebben gesluisd. Hij deed het niet voor het geld: een leven als dure prostituee zag hij voor de meisjes als een beter alternatief dan het leven op straat. |                     |                                     |                     |                   | |
| 16. | Facing Demons       | Richard Sweren Allison Intrieri     | Timothy Busfield    | 21 februari 2019  | William Sadler - Gary Dolan P.J. Marshall - Leo Berry Selenis Leyva - Samantha Morgan Jonathan Walker - Nathan Fuller Justin Mark - Micah Fuller Dean Winters - Brian Cassidy                          |
| Wanneer een jonge man zelfmoord pleegt, dit omdat hij als kind werd misbruikt, gaat het SVU-team op onderzoek uit naar wie hem toen misbruikte. Zij ontdekken dat deze man in dezelfde junior honkbalteam zat als voormalige rechercheur en ex-vriendin van brigadier Benson Brian Cassidy. Benson herinnert zich dat Cassidy haar ooit vertelde dat hij als kind werd misbruikt, en roept de hulp van hem in om de misbruiker op te pakken. Benson is bang dat de misbruiker al voor tientallen jaren al actief is als kindermisbruiker. Wanneer de enige getuige ongeschikt wordt verklaard wegens alcoholmisbruik, moet de politie wel een beroep doen op Cassidy om te getuigen tegen zijn voormalige coach. Cassidy heeft het misbruik altijd weggedrukt maar getuigt uiteindelijk toch in de wetenschap dat alleen zijn getuigenis deze seriemisbruiker achter de tralies kan krijgen. |                     |                                     |                     |                   | |
| 17. | Missing             | Michael Chernuchin                  | Constantine Makris  | 14 maart 2019     | Violet McGraw - Bailey Shaw Sean McDermott - Griffin Shaw Jim Schubin - Emerson Mauer Ryan Castro - Jamie Johnston Amanda Leigh Cobb - Paige Black                                                     |
| Wanneer een klein meisje in de kofferbak van een gestolen auto wordt gevonden gaat het SVU-team op onderzoek uit. Het meisje geeft cruciale informatie die naar de dader leidt, maar haar beide vaders willen haar niet laten getuigen. Het team vindt de dader, Emerson Mauer, die weliswaar geen seks met het meisje heeft gehad maar met haar in bed heeft gelegen. Uiteraard is dit grensoverschrijdend genoeg voor een gevangenisstraf. De jongen blijkt echter niet te zijn wie hij denkt te zijn, en ook de moeder van de dader heeft jarenlang een geheim heeft meegedragen. Zij en haar echtgenoot hadden namelijk een zoontje dat bij een echtelijke ruzie omkwam door een val van de trap. Uit angst voor de gevolgen stalen de ouders een willekeurig kind, een jongetje genaamd Kevin dat al jarenlang vermist was. Emersons motieven waren derhalve niet seksueel maar uit heimwee naar zijn zus bij wie hij in bed kroop als hij eng gedroomd had. Benson probeert Emerson/Kevin met zijn verloren zus in contact te brengen maar deze accepteert dit niet en de zus beweert dat hij haar broer niet meer is. |                     |                                     |                     |                   | |
| 18. | Blackout            | Peter Blauner                       | Chris Misiano       | 21 maart 2019     | Titus Welliver - Rob Miller Callie Thorne - Nikki Staines Ian Blackman - rechter Leonard Charlie Thurston - David Smith Jerry Clicquot - J.J. Austen                                                   |
| Tijdens een liefdadigheidsfeest wordt advocate Nikki Staines, die de politie van New York voor USD 50 miljoen aanklaagt, gedrogeerd en seksueel misbruikt, en het SVU-team wordt opgeroepen voor onderzoek. Haar telefoon, waar alle gegevens over deze en andere zaken opstaan (onder andere een controversiële zaak over seksfeestjes met minderjarigen), blijkt verdwenen. Een spoor leidt naar de advocaat Rob Miller die de stad in dezelfde aanklachtzaak vertegenwoordigt, en al snel weigeren sleutelpersonen tot Nikki toe medewerking omdat ze door Miller beïnvloed zijn. Dit beïnvloedt dan hun zaak, en ook de reputatie van Staines en ook van Benson. Bensons chef weet uiteindelijk een val voor Miller uit te zetten en zijn bekentenis wordt opgenomen; hij wilde Nikki drogeren om de telefoon te bemachtigen, de seks was voor hem een leuk extraatje. Want, volgens zijn filosofie zijn er wolven en lammetjes in dit leven en is het beter een wolf te zijn dan een lam. |                     |                                     |                     |                   | |
| 19. | Dearly Beloved      | Richard Sweren Allison Intrieri     | Lucy Liu            | 4 april 2019      | Shiri Appleby - Kitty Bennett Thomas Joseph Thyne - dr. Joshua Hensley Maureen Sebastian - Lana Stallworth Poppy Liu - Hannah Berkowitz                                                                |
| Wanneer een vrouw bij een bruiloft binnenvalt en verklaart dat de bruidegom, een therapeut, haar heeft misbruikt, wordt het SVU-team erbij geroepen. Het team begint met het ondervragen van mogelijke getuigen, en zij verklaren dat de vrouw de therapeut al een tijdlang stalkt en ongeoorloofde berichten stuurde via Facebook en Instagram. Ook anderen blijken door de labiele vrouw te zijn gestalkt. Deze ontdekkingen zorgt ervoor dat de vrouw steeds ongeloofwaardiger wordt. Dan wordt er ineens ontdekt dat de vrouw zwanger is, en dat de vader de beschuldigde therapeut is. De vrouw verklaart later aan Benson dat zij nog niet weet of zij de baby houdt, dit omdat zij niet weet of zij van de baby kan houden omdat deze ontstaan is door verkrachting. Uiteindelijk gijzelt de vrouw de therapeut in een wanhoopspoging en in de confrontatie blijkt dat hij zijn verloofde ook verkracht en gemanipuleerd had op precies dezelfde wijze als deze vrouw. De man wordt aangeklaagd en de vrouw besluit de baby te houden. |                     |                                     |                     |                   | |
| 20. | The Good Girl       | Lawrence Kaplow Brianna Yellen      | Jean de Segonzac    | 11 april 2019     | Derek Cecil - Garrett Howard Joe Grifasi - rechter Hashi Horowitz Eowyn Young - Mackenzie Tolliver Jolly Abraham - dr. Patel Richard Prioleau - John Woodward                                          |
| Wanneer een dertienjarig meisje zwanger blijkt, wordt het SVU-team opgeroepen voor onderzoek. Het spoor leidt naar de toneelleraar van het meisje, die vervolgens door de stiefvader doodgeslagen wordt wanneer het meisje dit aan hem vertelt. Nu komt het tot een strafzaak tegen de stiefvader maar als het meisje als getuige wordt opgeroepen beroept de advocaat zich erop dat ze in Missouri getrouwd zijn waardoor alles tussen hen onder het echtelijk privilege valt. Ondanks de afschuw van alle betrokkenen over het feit dat er Amerikaanse staten zijn die kinderhuwelijken sluiten en de manier waarop het geschiedde (de biologische vader, een alcoholische nietsnut die niets om zijn dochter geeft, gaf zijn toestemming voor het huwelijk voor $ 10.000) heeft de rechter geen keus, is het huwelijk geldig, en is de getuigenis van het meisje niet toelaatbaar. Als Stone echter dreigt het meisje te vervolgen omdat zij tegen haar stiefvader zou hebben gezegd dat de toneelleraar de vader van haar baby was, breekt de vader en bekent hij dat hij de leraar opzettelijk had gedood omdat deze door het politieonderzoek achter de werkelijke verhouding tussen de twee was gekomen. Hierdoor is doodslag een uitgemaakte zaak en gaat de stiefvader akkoord met 20 jaar gevangenisstraf. |                     |                                     |                     |                   | |
| 21. | Exchange            | Michael Chernuchin Jordan Barsky    | Michael Pressman    | 25 april 2019     | Darren Goldstein - Richard Matthews Erin Dilly - Mary Matthews Anna Van Patten - Emilia Barassi Isabella Pisacane - Lara Barassi Jennifer Regan - Kim Caldwell                                         |
| Wanneer een vijftienjarige studente uit Italië, die met haar zus bij opvangouders woont, aangifte wil doen van verkrachting door een taxichauffeur gaat het SVU-team op onderzoek uit. De taxichauffeur wordt gearresteerd en het team denkt dan snel klaar te zijn, maar dan duikt er schokkende videobeelden op waarop het slachtoffer seks heeft met twee oudere mannen. Aangezien het slachtoffer vijftien is wordt de video als kinderporno gezien, ongeacht het vrijwillig was. Het verdere onderzoek onthult meerdere geheimen uit het verleden van het slachtoffer, en zorgt ervoor dat de zaak een totale andere wending neemt. De opvangvader van de meisjes blijkt hen te hebben gehersenspoeld en overtuigd dat hun vader hen heeft misbruikt, waardoor deze in Italië in de gevangenis belandde en hij beide meisjes naar Amerika kon lokken en naar hartenlust misbruiken en aan zakenrelaties uitpimpen om die relaties vervolgens te chanteren. Als de politie hem confronteert pleegt hij zelfmoord, en kan de moeder van de meisjes uit Italië overvliegen en de vals beschuldigde vader uit de gevangenis gehaald worden. |                     |                                     |                     |                   | |
| 22. | Diss                | Michael Chernuchin Allison Intrieri | Alex Chapple        | 2 mei 2019        | Amber Stevens West - Dallas Monroe Deandre Leatherbury - Andreas Harper Lee R. Sellars - Mitch Connelly Snoop Dogg - Banks L. Scott Caldwell - Jo Anderson Orlando Jones - Justin 'Snake Eye' Anderson |
| Wanneer Dallas Monroe, een popster, in haar eigen woning seksueel wordt aangevallen wordt het SVU-team opgeroepen voor onderzoek. Het team ontdekt dat de man van het slachtoffer, Justin 'Snake Eye' Anderson, een vete aan het uitvechten was met een concurrerende artiest, en dat dit een motief kan zijn. Ook blijkt Snake Eye zelf een zeer kort lontje te hebben. Juist als Tutuola diep in de zaak duikt blijkt dat hij close is met de familie van Snake Eye, en dat zorgt ervoor dat Stone van Benson eist dat zij hem van de zaak afhaalt. Uiteindelijk blijkt de dader een jonge stalker van Dallas te zijn, maar niets is wat het lijkt. In werkelijkheid is er een link met de jongere jaren van Snake Eye; in een conflict tussen gangs zou Snake Eye zijn vader hebben gedood. Tutuola zoekt Snake Eye op, en die bezweert hem dat het noodweer was. Tutuola omarmt hem maar waarschuwt hem dat alles dat een mens doet in de toekomst tot gevolgen kan leiden. |                     |                                     |                     |                   | |
| 23. | Assumptions         | Julie Martin Richard Sweren         | Fred Berner         | 9 mei 2019        | Titus Welliver - Rob Miller Nazneen Contractor - Nahla Nasar Hadi Tabbal - Masud Faraj Meredith Holzman - Naomi Zeigler Ted Sutherland - Ari Kaplan                                                    |
| Nahla Nasar, een Syrische moslima wordt uitgenodigd in een synagoge omwille van een aantal opruiende uitspraken van haar over joden, maar wordt daar bewusteloos en verkracht gevonden. Twee joodse tienerjongens vluchten weg. Het SVU-team wordt hierdoor opgeroepen om onderzoek te doen. Deze zaak wordt snel bestempelt als een haatmisdrijf, en de gemoederen tussen de joodse en moslimgemeenschappen lopen al snel hoog op. Maar dan neemt de zaak een onverwachte wending als blijkt dat Nasar lesbisch is en een geheime relatie met een andere vrouw heeft. Het blijkt dat Nasar werd verkracht door haar ex-man, die door haar te stalken erachter kwam dat zij lesbisch was terwijl volgens de sharia zij nog steeds zijn vrouw is. De succesvolle rechtszaak tegen haar man dwingt haar uit de kast te komen, maar familie sluit haar liefhebbend in de armen. Lesbisch of niet, ze is hun dochter. Helaas is niet iedereen zo ruimdenkend en bij het verlaten van de rechtszaak gooit een jonge moslim een steen naar de vrouw haar hoofd. Ondertussen ontdekt Benson tot haar ongeloof dat Rob Miller, die in het verleden advocate Nikki Staines verkrachtte, vrij is gelaten. |                     |                                     |                     |                   | |
| 24. | End Game            | Michael Chernuchin Julie Martin     | Alex Chapple        | 16 mei 2019       | Callie Thorne - Nikki Staines Titus Welliver - Rob Miller Jazzy Kae - Brooke Davis Nahanni Johnstone - Vanessa Parker Alex Cranmer - Hugo Parker Aida Turturro - rechter Felicia Catano                |
| Wanneer het vermoorde lichaam van een tienermeisje in de Hudson wordt gevonden wordt het SVU-team opgeroepen voor onderzoek. Zij verdenken al snel Rob Miller voor deze moord, en het team moet dan samen met Stone achter de grootste misdadiger in hun geschiedenis aan voor zijn arrestatie. Miller blijkt ook betrokken bij diverse seksfeestjes met minderjarigen en iedereen is bang voor hem. Benson vermoedt dat hij ook betrokken was bij de seksfeestjes waarvan de informatie op Nikki haar verdwenen telefoon stond, en de eerdere zaak met de Italiaanse studentes. Tijdens de zaak schuwt Miller niet om diverse personen te bedreigen, inclusief de rechercheurs en zijn eerdere verkrachtingsslachtoffer Nikki Staines. Ook Benson en Noah worden lastiggevallen en bedreigd. Stone en Nikki Staines weten hem met een vuile truc alsnog te verschalken en de jury veroordeelt hem zonder bewijs. Wanneer Benson Stone hierop aanspreekt geeft hij toe dat hij zijn relatie met Benson en de bedreigingen aan haar en Noah´s adres zijn professionele onpartijdigheid heeft laten beïnvloeden, wat hem tot deze truc bracht. Hierop besluit Stone om het SVU-team te verlaten. |                     |                                     |                     |                   | |